# Mikuláš III.
Mikuláš III. (1210/1220, Řím – 22. srpna 1280, Viterbo), rodným jménem Giovanni Gaetano Orsini, byl papežem římskokatolické církve od 25. listopadu 1277 až do své smrti. Byl to římský šlechtic, který sloužil pod osmi papeži; Inocencem IV. (1243–1254) byl jmenován kardinálem, Alexandrem IV. (1254–61) protektorem františkánů, Urbanem IV. (1261–1264) generálním inkvizitorem. Následovníkem Jana XXI. (1276–1277) na papežském stolci po šestiměsíčním období bez papeže se stal zejména díky velkému rodinnému vlivu.
Během Mikulášova krátkého pontifikátu došlo k několika důležitým událostem. Jako rozený politik Mikuláš výrazně posílil pozici papeže v tehdejší Itálii. V květnu 1278 uzavřel konkordát s Rudolfem I. Habsburským, dle kterého mu byla garantována Romagna a ravennský exarchát. Podle italského kronikáře Bartoloměje z Luccy Mikuláš s Rudolfem, alespoň obecně, diskutovali o rozdělení Svaté říše římské do čtyř oddělených království – Lombardie, Burgundska, Tuscie a Německa, kde by bylo Rudolfovo dědičně přisouzené království a navíc by se stal císařem. V červenci 1278 vydal Mikuláš pro římskou vládu převratný výnos, kterým zakazoval cizincům zastávat civilní úřady.

## Církevní počiny
Mikulášův otec byl osobním přítelem svatého Františka z Assisi, což přinutilo zaměřit více jeho pozornosti na františkánský řád. Dne 14. srpna 1279 Mikuláš vydal bulu Exiit qui seminat, která vyrovnala spory uvnitř řádu mezi přísnější a benevolentnější stranou. Mikuláš taktéž vynaložil obrovské prostředky na opravu Lateránského paláce a Vatikánu. Navíc zbudoval venkovské sídlo v Sorianu blízko Viterba, kde nakonec zemřel na srdeční příhodu (zdroje se liší v tom, zda šlo o srdeční infarkt či cévní mozkovou příhodu).

## Nepotismus
Ačkoliv byl Mikuláš vzdělaný muž známý pro svůj silný charakter, byl taktéž znám pro jeho nadměrné protežování svých příbuzných. Tři ze svých nejbližších příbuzných povýšil na kardinály a ostatním dal důležité pozice.

## Odkaz
Dante ve svém Infernu (Božská komedie) mluví krátce o Mikuláši III., který byl odsouzený k trávení věčnosti na místě určeném pro ty, co spáchali hřích simonie, tzn. snahu získat za peníze určité církevní postavení či privilegia. V Dantově příběhu jsou tito lidé umístěni hlavou napřed v dírách, s plameny na patách jejich chodidel. V tomto místě je Mikuláš hlavním z hříšníků, což demonstruje výška plamenů na jeho chodidlech. Nejdříve si jej Dante splete s papežem Bonifácem VIII. Když se věc vyjasní, Mikuláš sděluje Dantovi, že předpokládá zatracení (kvůli Simonii) nejen Bonifácovi, ale i Klementu V., mnohem více úplatnému papeži.